# Adulfo
Adulfo, Adaulfo o Adulfus (¿?-826) era un religioso que fue el primer obispo de Oviedo en 802.

## Biografía y contexto histórico
El rey Alfonso II de Asturias le encargó al maestro Teudis o Tioda que edificase un templo de mampostería para que sustituyera al que había levantado el rey Fruela I de Asturias medio siglo antes, consagrado al Salvador y a los doce apóstoles. Por esta razón el rey Alfonso II quiso que este templo también fuera dedicado al Salvador del mundo y a los doce apóstoles a los que consagró otros tantos altares. La construcción duró treinta y dos años como indica el Silense
La solemne dedicación de la nueva basílica, que era la primera de la reconquista y de la península ibérica que se consagró el 13 de octubre del año 802 con la asistencia de los obispos «Maido» de Orense, «Suintila» de León, «Ataulfo» de Iría, Padrón, «Quindulfo» de Salamanca y «Teodomiro» de Calahorra.
Bajo el reinado de Alfonso II el Casto la sede episcopal es trasladada desde Britonia, hoy Santa María de Bretoña cerca de Mondoñedo, ciudad que fue destruida por los musulmanes, a Oviedo donde los obispos antes citados procedieron a nombrar y consagrar a Adulfo como primer obispo de la nueva sede. La Cruz de los Ángeles, obra maestra de la orfebrería asturiana, fue creada durante su mandato y está fabricada en oro  esmaltada con piedras preciosas y camafeos muy antiguos. Esta Cruz de los Ángeles constituye el escudo y armas de la ciudad de Oviedo. También el «Rey Casto» mando construir una iglesia adosada a la catedral por su fachada norte y la puso bajo la advocación de Santa María,  que es conocida popularmente desde entonces como «Capilla del Rey Casto» y que quiso destinar a panteón de las familias reales.
Igualmente mandó hacer otras construcciones como una capilla, adosada a la zona sur de la Catedral y emplazada sobre la cripta de Santa Leocadia, que fue destinada a cámara de reliquias y dedicada a San Miguel Arcángel y la iglesia y monasterio de San Juan Bautista para religiosas de la Orden de San Benito o benedictinas, las parroquias de San Julián de los Prados, también conocida como de «Santullano» y San Tirso, un hospital que llamó de San Nicolás, así como unas defensas para proteger la ciudad y los edificios religiosos de posibles ataques.
En el año 811 se celebró una reunión o concilio de los obispos que vivían en la corte de Asturias con el fin de que los obispos cuyas sedes habían sido invadidas, ocupadas o destruidas  por los mahometanos tuvieran una asignación eclesiástica que les sirviera de sustentación digna.
| Predecesor: - | Obispo de Oviedo 802-826 | Sucesor: Gomelo I |